# ゴールデン・ドリーム
ゴールデン・ドリーム（英: Golden Dream）は、リキュールをベースとするカクテルであり、ショートドリンクに分類される。

## 概要
ガリアーノのバニラ、トリプルセック（ホワイト・キュラソー）とオレンジジュースによるオレンジ風味の甘酸っぱさの効いた甘口カクテルであり、ナイト・キャップとしてもよく飲まれる。
1970年代に知られるようになったカクテルで、アメリカ合衆国フロリダ州マイアミにある「the Old King Bar」のバーテンダーRaimundo Alvarezが考案し、女優ジョーン・クロフォードに捧げたものといわれる。
1950年代にカリフォルニア州のルロイ・シャロンが創作したという説もある。

## レシピの例
国際バーテンダー協会によるレシピを以下に挙げる
材料
- ガリアーノ - 20ml
- トリプルセック - 20ml
- オレンジジュース - 20ml
- 生クリーム - 10ml

作り方
1. 材料をシェイクしカクテル・グラスに注ぐ。